# Juratzkaea krausei
Juratzkaea krausei là một loài Rêu trong họ Stereophyllaceae. Loài này được (Lorentz ex Müll. Hal.) M. Fleisch. mô tả khoa học đầu tiên năm 1923.